# Adam Roberge
Pour les articles homonymes, voir Roberge.
Adam Roberge, né le 27 mars 1997 à Montréal, est un coureur cycliste canadien.

## Biographie
Adam Roberge commence sa carrière cycliste par le VTT. En plus du cyclisme, il a mené des études de kinésiologie à l’Université de Montréal. 
En juillet 2015, il devient champion du Canada sur route juniors (moins de 19 ans). Deux mois plus tard, il représente son pays lors des Championnats du monde de Richmond. 
Il intègre l'équipe continentale Silber en 2017. Bon rouleur, il remporte le contre-la-montre des Jeux du Canada ainsi que le championnat du Canada du contre-la-montre espoirs (moins de 23 ans).

## Palmarès sur route

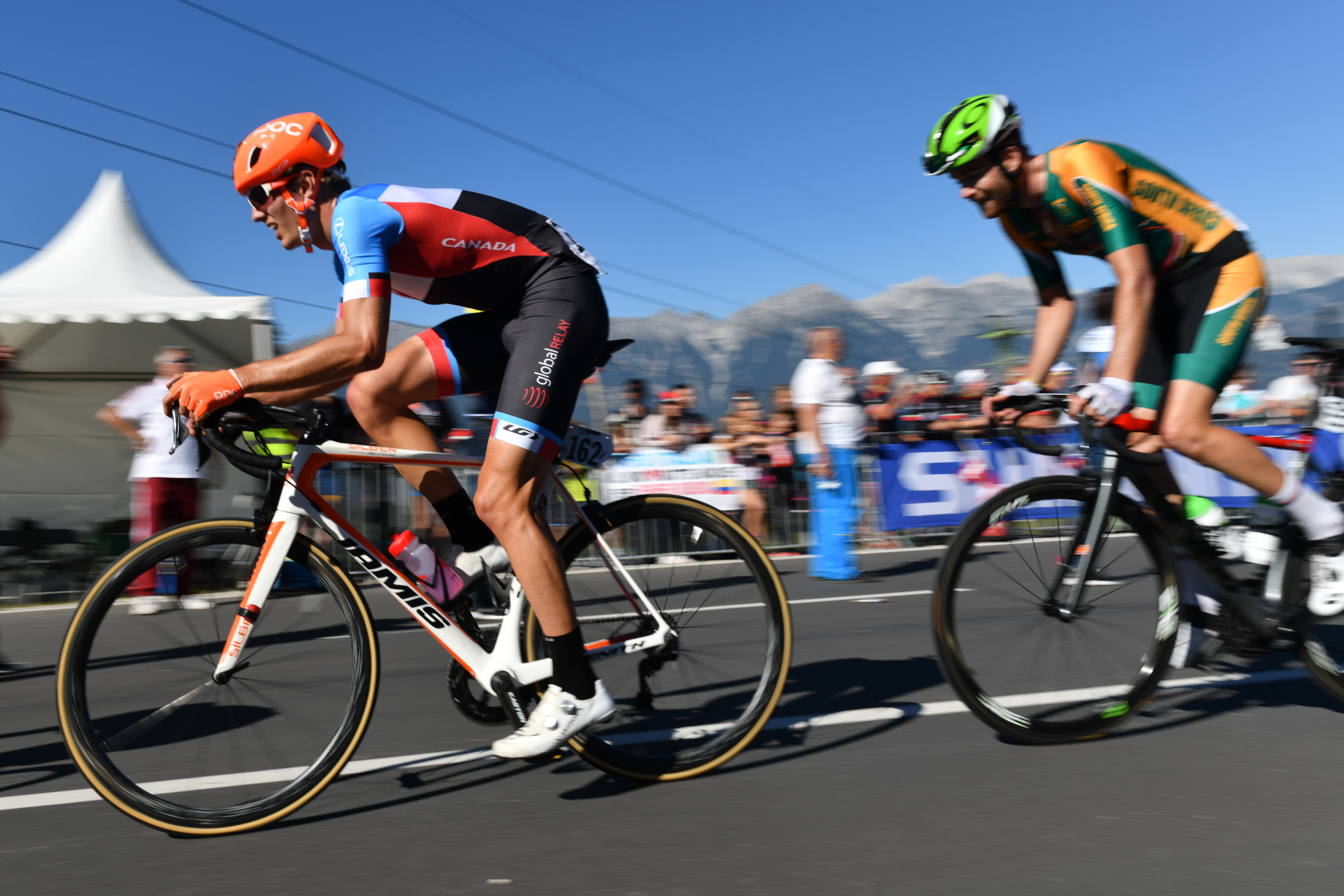
Adam Roberge (à gauche de l'image) lors du championnat du monde espoirs 2018

### Par année
- 2015
  -  Champion du Canada sur route juniors
- 2016
  - 3e du championnat du Canada du contre-la-montre espoirs
- 2017
  -  Champion du Canada du contre-la-montre espoirs
  -  Médaillé d'or du contre-la-montre aux Jeux du Canada
- 2018
  -  Champion du Canada du contre-la-montre espoirs
  -  Champion du Québec sur route
  -  Champion du Québec du contre-la-montre
  - Grand Prix de Charlevoix  
    - Classement général
    - 1re (contre-la-montre) et 2e étapes
- 2019
  -  Champion du Canada du contre-la-montre espoirs
  - 3e du championnat du Canada du contre-la-montre
  - 3e de la Tucson Bicycle Classic

### Classements mondiaux
| Année            | 2017 | 2018 |
| ---------------- | ---- | ---- |
| UCI America Tour | 247e | 135e |

## Palmarès en gravel
- 2022
  - Rooted Vermont
- 2024
  -  Champion du Canada de gravel
  - Rasputitsa

## Palmarès sur piste
- 2017
  - 3e du championnat du Canada de poursuite